# Drugius
Drugius is een geslacht van hooiwagens uit de familie Trionyxellidae.
De wetenschappelijke naam Drugius is voor het eerst geldig gepubliceerd door Roewer in 1929. 

## Soorten
Drugius is monotypisch en omvat slechts de volgende soort:
- Drugius parvus